# Mirganj
Mirganj è una città dell'India di 23.579 abitanti, situata nel distretto di Gopalganj, nello stato federato del Bihar. In base al numero di abitanti la città rientra nella classe III (da 20.000 a 49.999 persone).

## Geografia fisica
La città è situata a 26° 22' 04 N e 84° 20' 51 E.

## Società

### Evoluzione demografica
Al censimento del 2001 la popolazione di Mirganj assommava a 23.579 persone, delle quali 12.247 maschi e 11.332 femmine. I bambini di età inferiore o uguale ai sei anni assommavano a 4.139, dei quali 2.094 maschi e 2.045 femmine. Infine, coloro che erano in grado di saper almeno leggere e scrivere erano 12.289, dei quali 7.458 maschi e 4.831 femmine.